# 金剛山電気鉄道
金剛山電気鉄道（こんごうさんでんきてつどう、クムガンサンでんきてつどう、クムガンサンチョンギチョルト）は、日本統治時代の朝鮮で運行されていた電気鉄道路線。現在、路線跡は軍事境界線で南北に分断されている。
総延長は100 kmを越す長距離運転の電気鉄道であった。

## 概要

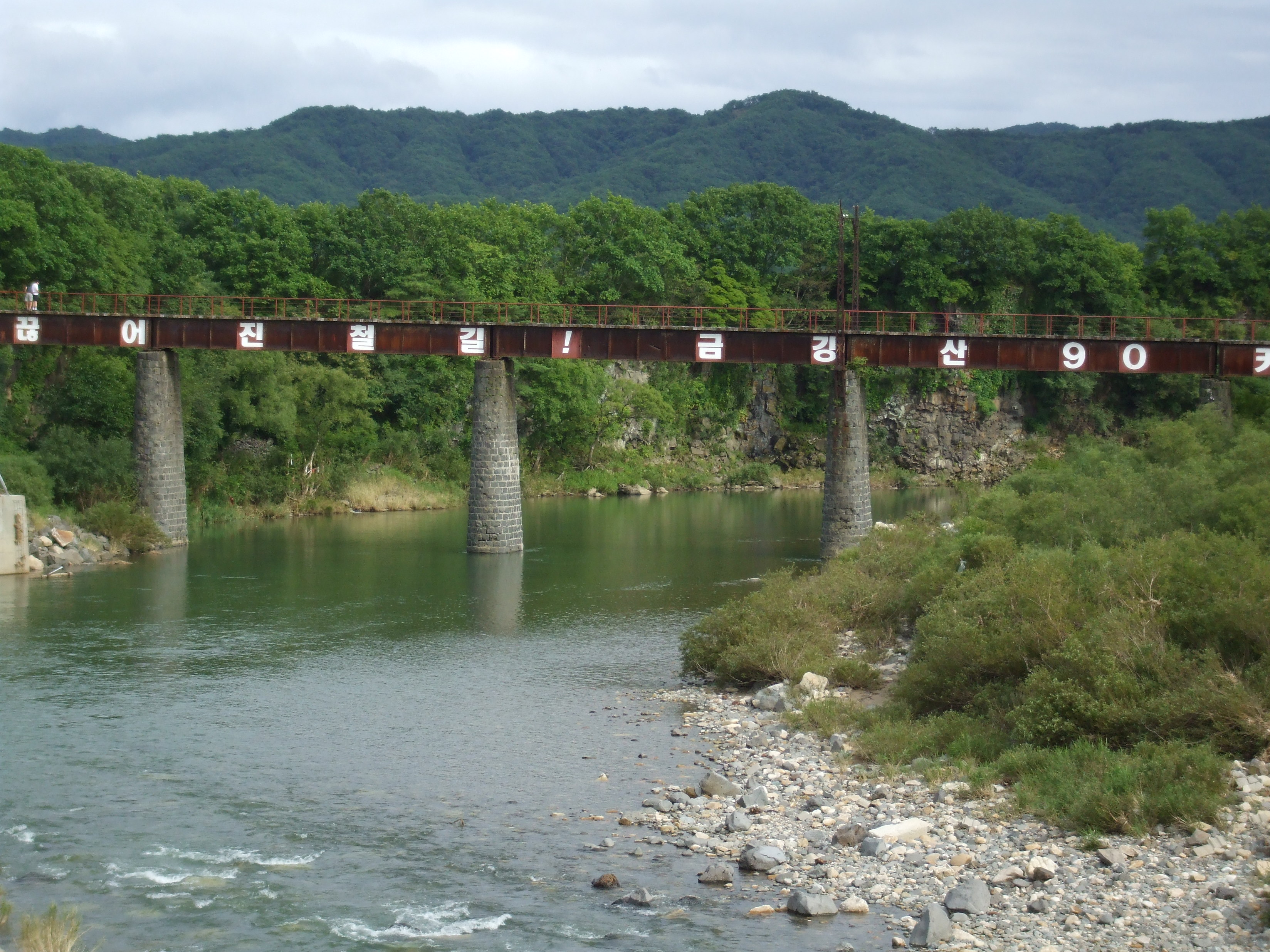
韓国鉄原郡に残る金剛山電気鉄道鉄橋跡

現在、朝鮮民主主義人民共和国（北朝鮮）統治下の金剛山は、観光地として有望な場所であったにもかかわらず、交通手段が極めて貧弱であった。そのような中、皇居二重橋の設計者で日本や台湾、朝鮮での鉄道建設工事を請け負ってきた久米民之助が、1918年（大正7年）に金剛山周辺を踏査した。久米は東側が急で西側が緩やかな朝鮮半島の地形に着目し、金剛山の北側を流れ、漢江に合流して黄海へと注ぐ化川河の水を、水路トンネル（導水路）で日本海側に導くことによって水力発電を行い、その電力で京元線の鉄原から金剛山の麓まで電気鉄道を建設しようという計画を立てた。そして事業の賛同者を募り、久米民之助を中心として1919年（大正8年）に金剛山電気鉄道株式会社が設立された。
1920年（大正9年）にまず水力発電用の導水路工事に着手、そして1921年（大正10年）には鉄道本体の工事が起工された。会社設立がちょうど第一次世界大戦後の不況期にぶつかり、経営に苦心した。また、建設開始当初は軌間1,067 mmの狭軌を用いる予定であったが、金剛山電気鉄道株式会社の取締役であり、鉄道界の重鎮であった古川阪次郎の提言により、1921年（大正10年）になって1,435 mmの標準軌（当時の日本で俗に言う広軌）にすることに変更された。
1923年（大正12年）には鉄道の第一期工事と水力発電所は完成し、電車の準備も整い、同年11月には開業を予定していた。しかし関東大震災による火災で、芝浦製作所（現：東芝）に製作を依頼していた鉄原変電所用の回転変流機が焼失してしまい、結局、南満洲鉄道（満鉄）から借りた蒸気機関車と客車で、1924年（大正13年）8月1日に鉄原 - 金化間28.8 kmの運行を開始し、同年の10月に直流1,500 Vで電化された。
そして1931年（昭和6年）7月1日、鉄原 - 内金剛間の全線116.6 kmが開業した。開業後は5月から10月にかけての観光シーズンの日・祝日前には朝鮮総督府鉄道からの直通夜行列車が設定され、金剛山観光用の割引切符が発売されるなど活況を収め、東海北部線の開通とも相まって、金剛山は一大観光地へと発展した。金剛山電気鉄道も観光コースの整備を行ったり、直営の観光バスを運行したりするなど、金剛山観光の振興に努めた。また、末輝里から金剛山を越える鉄道を延伸させ、東海北部線に接続する計画もあったが果たせなかった。
金剛山電気鉄道は設立の経緯でも分かるように、有望な電力開発の見込みがあったために鉄道を作る計画が立てられた。そのために鉄道業とともに電力業も兼営しており、鉄道よりも電力で挙げる収益の方が大きかった。
やがて戦時体制の強化の中、電力統制の方針によって朝鮮半島内の電力会社の統合が進められ、1942年（昭和17年）1月1日に金剛山電気鉄道株式会社は京城電気（当時、京城市電を経営していた）に合併された。これに伴い、金剛山電気鉄道は京城電気の金剛山電鉄線へと経営主体が変わったが、日中戦争・太平洋戦争の影響で、1944年（昭和19年）には昌道 - 内金剛間49 kmが不要不急線として廃止された。終戦後、朝鮮半島は北緯38度線を境に南北に分断され、全線が北側に位置していた本路線は北朝鮮の手によって運行が続けられていたが、朝鮮戦争の影響で設備の多くが破壊され、軍事境界線が現在の位置に確定した結果、運行路線が分断され時期不明で消滅した。
現在の廃線跡は、路線が軍事境界線に沿っていることもあり、韓国側でもほとんどの区間が非武装中立地帯（DMZ）や民間人出入統制区域として立ち入りが規制され、沿線地域もほぼ無人地帯となっている。また、北朝鮮側の区間は任南ダム建設により、南昌道 - 花渓間の一部が水没している。
現在、平壌の鉄道省革命事績館に隣接する革命事績車両館に、金剛山電気鉄道の電車1両（日本車輌製造製 デロハニ100形 102号）が、金日成が乗車した車両ということで展示されている。同時代の日本の新京阪鉄道P-6形電車によく似た外観をしている。また、横浜市の原鉄道模型博物館には、原信太郎自身の作となる、日本統治時代を再現した同車の鉄道模型が収蔵されており、「金剛山電気鉄道22号」の名で展示されることがある。
金剛山電気鉄道は金剛山観光客の輸送を目的として建設された鉄道であったため、観光シーズンである5月 - 10月とオフシーズンである11月 - 4月とでダイヤ改正を行うのが恒例となっていた。年によって多少の変遷はあったが、オフシーズンは鉄原 - 内金剛間には3往復の電車運行であったものを、観光シーズンには1往復増発する形を取ることが多かった。鉄原 - 内金剛間運行のうち1往復には、三等車に加え二等車も連結していた。他に鉄原 - 金化、鉄原 - 昌道間の区間電車もそれぞれ1往復程度あった。全線の所要時間はおよそ4時間 - 5時間だった。
また、金剛山電気鉄道は電気機関車を所有しておらず、貨物列車（貨車）の牽引も電車で行っていた。当時、昌道に硫化鉄鉱の大きな鉱山があり、その貨物輸送も金剛山電気鉄道の重要な収入源であった。昌道から運ばれた硫化鉄鋼の多くは興南の日窒コンツェルン工場に運ばれていた。

## 沿革
- 1918年（大正7年） - 久米民之助、金剛山周辺を視察。
- 1919年（大正8年）12月16日 - 金剛山電気鉄道株式会社設立。
- 1920年（大正9年）9月1日 - 水力発電所の工事開始。
- 1921年（大正10年）9月5日 - 鉄道工事開始。
- 1923年（大正12年）
  - 9月1日 - 関東大震災のため発注した電動発電機焼失。
  - 10月31日 - 鉄原 - 金化間の鉄道工事竣工。
- 1924年（大正13年）
  - 8月1日 - 鉄原 - 金化間開業。
  - 11月26日 - 鉄原 - 金化間電車運転開始。[4]
- 1925年（大正14年）11月30日 - 金化 - 金城間開業。
- 1926年（大正14年）9月15日 - 金城 - 炭甘間開業。
- 1927年（昭和2年）9月1日 - 炭甘 - 昌道間開業。
- 1928年（昭和3年）6月15日 - 最大の難関である断髪嶺のトンネル工事着工。
- 1929年（昭和4年）
  - 4月15日 - 昌道 - 縣里間開業。
  - 9月15日 - 断髪嶺トンネル開通。
  - 9月25日 - 縣里 - 花渓間開業。なお開催中の朝鮮博覧会見学のため朝鮮を訪れた観光客のために、花渓～五両間も臨時開業するも、11月5日で一旦休止する。
- 1930年（昭和5年）5月15日 - 花渓 - 金剛口間開業。
- 1931年（昭和6年）
  - 5月24日 - 久米民之助社長死去。
  - 7月1日 - 金剛口 - 内金剛間開業し金剛山電気鉄道全通。また同時に金剛口駅を末輝里駅と改称。
  - 8月2日 - 二等旅客扱い開始。
- 1942年（昭和17年）1月1日 - 金剛山電気鉄道株式会社が京城電気に合併され京城電気金剛山電鉄線となる。
- 1944年（昭和19年）10月1日 - 昌道 - 内金剛間が不要不急線として廃止。

## 路線データ
1934年現在
- 路線距離：鉄原～内金剛116.6km
- 複線区間：なし
- 電化区間：全線（直流1500V）

## 駅一覧
- ローマ字表記と所在地は現在のものである。

| 駅名     | 駅名     | 駅名               | 駅間キロ (km) | 累計キロ (km) | 接続路線                 | 所在地                         | 所在地                         |
| 日本語   | ハングル | ラテン文字（MR式） | 駅間キロ (km) | 累計キロ (km) | 接続路線                 | 所在地                         | 所在地                         |
| -------- | -------- | ------------------ | ------------- | ------------- | ------------------------ | ------------------------------ | ------------------------------ |
| 鉄原駅   | 철원역   | Cheorwon           | 0.0           | 0.0           | 朝鮮総督府鉄道：京元本線 | 大韓民国 江原特別自治道 鉄原郡 | 大韓民国 江原特別自治道 鉄原郡 |
| 四要駅   | 사요역   | Sayo               | 1.6           | 1.6           |                          | 大韓民国 江原特別自治道 鉄原郡 | 大韓民国 江原特別自治道 鉄原郡 |
| 東鉄原駅 | 동철원역 | Dongcheorwon       | 1.6           | 3.2           |                          | 大韓民国 江原特別自治道 鉄原郡 | 大韓民国 江原特別自治道 鉄原郡 |
| 東松駅   | 동송역   | Dongsong           | 2.8           | 6.0           |                          | 大韓民国 江原特別自治道 鉄原郡 | 大韓民国 江原特別自治道 鉄原郡 |
| 陽地駅   | 양지역   | Yanji              | 4.3           | 10.3          |                          | 大韓民国 江原特別自治道 鉄原郡 | 大韓民国 江原特別自治道 鉄原郡 |
| 二吉駅   | 이길역   | Igil               | 3.9           | 14.2          |                          | 大韓民国 江原特別自治道 鉄原郡 | 大韓民国 江原特別自治道 鉄原郡 |
| 亭淵駅   | 정연역   | Jeongyeon          | 3.3           | 17.5          |                          | 大韓民国 江原特別自治道 鉄原郡 | 大韓民国 江原特別自治道 鉄原郡 |
| 楡谷駅   | 유곡역   | Yugok              | 4.0           | 21.5          |                          | 大韓民国 江原特別自治道 鉄原郡 | 大韓民国 江原特別自治道 鉄原郡 |
| 金谷駅   | 금곡역   | Geumgok            | 3.0           | 24.5          |                          | 大韓民国 江原特別自治道 鉄原郡 | 大韓民国 江原特別自治道 鉄原郡 |
| 金化駅   | 김화역   | Gimhwa             | 4.3           | 28.8          |                          | 大韓民国 江原特別自治道 鉄原郡 | 大韓民国 江原特別自治道 鉄原郡 |
| 光三駅   | 광삼역   | Gwangsam           | 4.2           | 33.0          |                          | 大韓民国 江原特別自治道 鉄原郡 | 大韓民国 江原特別自治道 鉄原郡 |
| 下所駅   | 하소역   | Haso               | 3.3           | 36.3          |                          | 朝鮮民主主義人民共和国江原道   | 金化郡                         |
| 杏亭駅   | 행정역   | Haengjŏng          | 3.8           | 40.1          |                          | 朝鮮民主主義人民共和国江原道   | 金化郡                         |
| 白楊駅   | 백양역   | Paegyang           | 5.7           | 45.8          |                          | 朝鮮民主主義人民共和国江原道   | 金化郡                         |
| 金城駅   | 금성역   | Kŭmsŏng            | 5.2           | 51.0          |                          | 朝鮮民主主義人民共和国江原道   | 金化郡                         |
| 慶坡駅   | 경파역   | Kyŏngp'a           | 3.0           | 54.0          |                          | 朝鮮民主主義人民共和国江原道   | 金化郡                         |
| 炭甘駅   | 탄감역   | T'an'gam           | 5.6           | 59.6          |                          | 朝鮮民主主義人民共和国江原道   | 金化郡                         |
| 南昌道駅 | 남창도역 | Namch'angdo        | 6.0           | 65.6          |                          | 朝鮮民主主義人民共和国江原道   | 金化郡                         |
| 昌道駅   | 창도역   | Ch'angdo           | 2.0           | 67.6          |                          | 朝鮮民主主義人民共和国江原道   | 金化郡                         |
| 岐城駅   | 기성역   | Kisŏng             | 7.7           | 75.3          |                          | 朝鮮民主主義人民共和国江原道   | 昌道郡                         |
| 県里駅   | 현리역   | Hyŏn-ri            | 7.4           | 82.7          |                          | 朝鮮民主主義人民共和国江原道   | 昌道郡                         |
| 桃坡駅   | 도파역   | Top'a              | 7.3           | 90.0          |                          | 朝鮮民主主義人民共和国江原道   | 昌道郡                         |
| 花渓駅   | 화계역   | Hwagye             | 4.7           | 94.7          |                          | 朝鮮民主主義人民共和国江原道   | 昌道郡                         |
| 五両駅   | 오량역   | Oryang             | 4.6           | 99.3          |                          | 朝鮮民主主義人民共和国江原道   | 昌道郡                         |
| 断髪嶺駅 | 단발령역 | Tanballyŏng        | 5.5           | 104.8         |                          | 朝鮮民主主義人民共和国江原道   | 金剛郡                         |
| 末輝里駅 | 말휘리역 | Malhwi-ri          | 3.2           | 108.0         |                          | 朝鮮民主主義人民共和国江原道   | 金剛郡                         |
| 並武駅   | 병무역   | Pyŏngmu            | 4.4           | 112.4         |                          | 朝鮮民主主義人民共和国江原道   | 金剛郡                         |
| 内金剛駅 | 내금강역 | Naegŭmgang         | 4.2           | 116.6         |                          | 朝鮮民主主義人民共和国江原道   | 金剛郡                         |

- 営業当時の駅は江原道
  - 鉄原駅～二吉駅の各駅は鉄原郡に位置していた。
  - 亭淵駅は平康郡に位置していた。
  - 楡谷駅～五両駅の各駅は金化郡に位置していた。
  - 断髪嶺駅～内金剛駅の各駅は淮陽郡に位置していた。